# Студентски град (Нови Београд)
Студентски град, или колоквијално Студењак, је насеље и месна заједница, као и назив највећег студентског дома на Новом Београду.
Под насеље Студентски град спадају блокови 3, 4, 35, део блока 6, и Блок 34.

## Локација и капацитети
Налази се у улици Тошин бунар. Чине га четири блока и у њему је смештено 4.406 студената. Сви блокови су реновирани тако да је смештај веома добар. У другом блоку је смештена и телевизија Студентски град која свој програм емитује у сва четири блока, а такође из ње се пушта спољни разглас и разглас у мензи.
Постоји план да се повећају капацитети за око 1000 места доградњом још једне зграде у оквиру Студентског града.

## Структура
За места у дому конкуришу студенти свих факултета.
Дом има Четири блока блок, сваки блок има два два, „Г“ крила са са шест и „Ф“ крила са седам спратова. Станари блокова 1 и 2 имају додатну услугу (и трошак): спремачице које долазе једном недељно да им сређују собе. Та два блока током лета добијају статус хостела и студенти тада напуштају собе.
Око 70% соба су двокреветне, остале су трокреветне. Све собе су прве категорије. У собама се налазе: кревети, столови, столице, стоне лампе, ормари, полице, купатило и чајна кухиња, прикључак за сателитску телевизију и интерну кабловску ТВ. Интернет се користи под повољним условима. Свака соба има директан телефон.
Комплетан комплекс се простире на око 10,5 хектара површине. Представља пешачку зону, са уређеним парковима, много зеленила око сваког блока и постављеном оградом са видео надзором и додатним осветљењем.
У оквиру Студентског града налазе се:
- ТВ Студентски Град
- библиотека и читаонице
- цртаонице
- перионице веша
- интернет центар
- интерна телевизија
- ТВ сала
- Ресторан „Студентски град“
- здравствена станица
- пошта
- студентски клубови и дискотека
- приватне радње (фризер, обућар, фотокопирање)
- Дом културе „Студентски град“ - мала сала за трибинске програме, велика сала за музичко сценске и филмске програме, атељеи, летња позорница - основан 1974. године[4]
- АКУД „Шпанац“
- спортски клубови
- терени за фудбал и мали фудбал
- кошаркашки терен
- терени за тенис и рукомет
- радио клуб
- фото клуб
- Књижевни клуб „Бранко Миљковић“
- Друштво гуслара „Студент“
- Светосавска омладинска заједница

Преко пута Студентског града се налази СКЦ Нови Београд. У непосредној близини се налази Спортски центар 11. април. Околина обилује кафићима, локалима за брзу храну и продавницама.

## Историја
Изградња Блока 34 у насељу Студентски град кренула је средином шездесетих година 20. века, док историја Студентског града датира још од педесетих година 20. века (1949 — 1955). Направљен је тада доста далеко од центра града, тако да је био једини комплекс зграда у околини. Посебан део историје овог града је везан за 1968. годину и за студентске протесте који су избили управо у њему.
Блок 3 у насељу Студентски град, грађен је шездесетих година 20. века.
Данашњи изглед добија након друге велике реконструкције која је трајала од 1985. до 1997. године.

## Саобраћај
До Блока 34 се градским превозом може стићи аутобусима
Због превеликог броја возила, недостаје број паркинг места.
- линија 45 (Блок 44 - Земун, Нови град)[5]
- линија 82 (Блок 44 - Земун, Кеј Ослобођења)[6]
- линија 601 (Сурчин - Железничка станица Београд–главна).[7]
- линија 74 (Бежанијска Коса - Миријево).[8]
- линија 612 (Павиљони - Земун).[9]
- линија 65 (Звездара - Бежанијска коса).[10]
- линија 708 (Блок 70а - Земун поље).[11]
- линија 611 (Добановци - Земун).[12]
- линија 77 (Звездара - Бежанијска коса).[13]

У непосредној близини Блока 34 и Студентског града налази се ауто-пут Београд-Загреб.